# کالتایوو (شهرستان کوشنارنکوفسکی، باشقیرستان)
کالتایوو (انگلیسی: Kaltayevo, Kushnarenkovsky District, Republic of Bashkortostan) یک شهرک در شهرستان کوشنارنکوفسکی جمهوری باشقیرستان در کشور روسیه است.